# This Is Me… Then
A This Is Me... Then, Jennifer Lopez, 2002. november 26-án jelent meg harmadik stúdióalbuma.
Az album a 2. helyezést ért el az amerikai Billboard 200-as listán. Négy kislemez került kimásolásra róla, elsőként a Jenny From The Block, amely Amerikában harmadik lett, második kislemezként jött ki az All I Have LL Cool J-vel, ami több hetet töltött a Billboard Hot 100 lista csúcsán, a harmadikként jelent meg az I'm Glad. Az album negyedik kislemeze a Baby…I Love You lett. A This Is Me…Then érdekessége, hogy tartalmaz egy feldolgozást, a You Belong To Me-t, ami egy 1978-as Carly Simon szám feldolgozása.
Az I'm Glad című dal videóklipje az 1983-as Flashdance című filmet dolgozta fel, és ami perhez is vezetett szerzői jogokra hivatkozva. A pert később ejtették.
A lemezből 6 milliót kópiát adtak el világszerte, ebből csak Amerikában 2,5 millió fogyott.

## Az album dalai
| #   | Cím                                                  | Szerző(k) | Producer(ek)                                       | Hossz |
| --- | ---------------------------------------------------- | --- | -------------------------------------------------- | ----- |
| 1.  | Still                                                | Casey James, Leroy Bell, Loren Hill, Rich Shelton, Kevin Veney, Leonard Huggins                              | Cory Rooney, Loren Hill, Rich Shelton, Kevin Veney | 3:40  |
| 2.  | Loving You                                           | Rooney, Michael Garvin, Troy Oliver, James Mtume, Tom C. Shapiro                                             | Cory Rooney, Troy Oliver                           | 3:45* |
| 3.  | I'm Glad                                             | Rooney, Oliver, Andre Deyo, J.B. Weaver, Jr.                                                                 | Cory Rooney, Troy Oliver                           | 3:42  |
| 4.  | The One                                              | Linda Creed, Rooney, Thom Bell, Davy Deluge                                                                  | Cory Rooney, Dan Shea, Davy Deluge                 | 3:36  |
| 5.  | Dear Ben                                             | Rooney, Bernard Edwards Jr.                                                                                  | Cory Rooney, Focus...                              | 3:14  |
| 6.  | All I Have (featuring LL Cool J)                     | Curtis Richardson, Ron G, Lisa Peters, William Jeffrey, Makeba Riddick                                       | Cory Rooney, Ron G, Dave McPherson                 | 4:14  |
| 7.  | Jenny from the Block (featuring Styles and Jadakiss) | Samuel Barnes, Jean-Claude Olivier, Oliver, Deyo, Scott Sterling, M. Oliver, Fernando Arbex, Lawrence Parker | Poke & Tone, Cory Rooney, Troy Oliver              | 3:08  |
| 8.  | Again                                                | Rooney, Oliver, Reggie Hamlet                                                                                | Cory Rooney, Troy Oliver, Reggie Hamlet            | 5:47  |
| 9.  | You Belong to Me                                     | Carly Simon, Michael McDonald                                                                                | Cory Rooney, Dan Shea                              | 3:30* |
| 10. | I've Been Thinkin'                                   | Rooney, Shea                                                                                                 | Cory Rooney, Dan Shea                              | 4:41  |
| 11. | Baby I ♥ U!                                          | John Barry, Rooney, Shea                                                                                     | Cory Rooney, Dan Shea                              | 4:43  |
| 12. | The One (Version 2)                                  | |                                                    | 3:31  |